# 仙田貞雄
仙田 貞雄（せんだ さだお、1953年5月14日 - )は、日本の実業家。三井金属鉱業代表取締役社長兼最高経営責任者兼最高執行責任者や、日本鉱業協会会長を務めた。

## 人物・経歴
兵庫県出身。1976年神戸大学工学部工業化学科卒業。1978年神戸大学大学院工学研究科工業化学専攻修了、三井金属鉱業入社。1999年電材事業本部薄膜材料事業部三池薄膜工場製造部長。2002年銅箔事業本部技術部長。2005年銅箔事業本部上尾事業センター長。2007年執行役員銅箔事業本部特殊銅箔事業部長。2009年取締役兼常務執行役員銅箔事業本部長兼特殊銅箔事業部長。
2010年から三井金属鉱業代表取締役社長兼最高執行責任者を務め、2011年からは最高経営責任者も兼務。日本鉱業協会会長も務めた。2013年には神通川流域カドミウム被害団体連絡協議会との間で合意文書の調印を行い、イタイイタイ病の全面解決を実現した。事業においては、銅箔や触媒などの材料事業を拡大させたが、2016年3月期に赤字に陥り、同年相談役に退いた。